# Chlamydopus meyenianus
Chlamydopus meyenianus är en svampart som först beskrevs av Johann Friedrich Klotzsch, och fick sitt nu gällande namn av Lloyd 1903. Chlamydopus meyenianus ingår i släktet Chlamydopus och familjen Agaricaceae.   Inga underarter finns listade i Catalogue of Life.